# Lista dos maiores arranha-céus das Américas
A Lista de maiores arranha-céus das Américas é uma lista que reúne os maiores arranha-céus de todo o continente americano. Os Estados Unidos da América, é o país com maior quantidade de arranha-céus das Américas. Nesta lista reúne arranha-céus dos Estados Unidos, Canadá, México, Panamá e Chile. O maior arranha-céu das américas é o One World Trade Center, nos Estados Unidos, de 541 m de altura, sendo o maior arranha-céu da América do Norte. Na América Central o maior edifício é o Trump International Hotel & Tower Panama, no Panamá, de 284 m de altura. E na América do Sul, o maior arranha-céu é a Gran Torre Santiago, no Chile, com 300 m de altura. Em segundo lugar estão as torres Yachthouse, em Balneário Camboriú - Brasil, com 280 metros de altura e 81 andares.

## Maiores arranha-céus
| Posição | Nome                                 | Imagem | Localização                  | Altura (m) | Andares | Ano de conclusão |
| ------- | ------------------------------------ | ------ | ---------------------------- | ---------- | ------- | ---------------- |
| 1       | One World Trade Center               |        | Nova Iorque Estados Unidos   | 541        | 104     | 2014             |
| 2       | Willis Tower                         |        | Chicago Estados Unidos       | 443        | 108     | 1973             |
| 3       | 432 Park Avenue                      |        | Nova Iorque Estados Unidos   | 426        | 88      | 2015             |
| 4       | Trump International Hotel and Tower  |        | Chicago Estados Unidos       | 423        | 98      | 2009             |
| 5       | Empire State Building                |        | Nova Iorque Estados Unidos   | 381        | 102     | 1931             |
| 6       | Bank of America Tower                |        | Nova Iorque Estados Unidos   | 366        | 55      | 2009             |
| 7       | Aon Center                           |        | Chicago Estados Unidos       | 346        | 83      | 1973             |
| 8       | John Hancock Center                  |        | Chicago Estados Unidos       | 344        | 100     | 1969             |
| 9       | Wilshire Grand Center                |        | Los Angeles Estados Unidos   | 335        | 73      | 2017             |
| 10      | 3 World Trade Center*                |        | Nova Iorque Estados Unidos   | 329        | 80      | 2018             |
| 11      | Salesforce Tower*                    |        | São Francisco Estados Unidos | 326        | 60      | 2018             |
| 12      | Chrysler Building                    |        | Nova Iorque Estados Unidos   | 319        | 77      | 1930             |
| 13      | New York Times Building              |        | Nova Iorque Estados Unidos   | 319        | 52      | 2007             |
| 14      | Bank of America Plaza                |        | Atlanta Estados Unidos       | 311        | 55      | 1992             |
| 15      | U.S. Bank Tower                      |        | Los Angeles Estados Unidos   | 310        | 73      | 1989             |
| 16      | Franklin Center                      |        | Chicago Estados Unidos       | 307        | 60      | 1989             |
| 17      | One57                                |        | Nova Iorque Estados Unidos   | 306        | 75      | 2014             |
| 18      | JPMorgan Chase Tower                 |        | Houston Estados Unidos       | 305        | 75      | 1982             |
| 19      | Two Prudential Plaza                 |        | Chicago Estados Unidos       | 303        | 64      | 1990             |
| 20      | Wells Fargo Plaza                    |        | Houston Estados Unidos       | 302        | 71      | 1983             |
| 21      | Gran Torre Santiago                  |        | Santiago Chile               | 300        | 62      | 2013             |
| 22      | First Canadian Place                 |        | Toronto Canadá               | 298        | 72      | 1975             |
| 23      | 4 World Trade Center                 |        | Nova Iorque Estados Unidos   | 298        | 72      | 2013             |
| 24      | Comcast Center                       |        | Filadélfia Estados Unidos    | 297        | 58      | 2007             |
| 25      | 311 South Wacker Drive               |        | Chicago Estados Unidos       | 293        | 65      | 1990             |
| 26      | One Tower                            |        | Balneário Camboriú Brasil    | 290        | 77      | 2022             |
| 27      | 70 Pine Street                       |        | Nova Iorque Estados Unidos   | 290        | 66      | 1932             |
| 28      | Key Tower                            |        | Cleveland Estados Unidos     | 289        | 57      | 1991             |
| 29      | One Liberty Place                    |        | Filadélfia Estados Unidos    | 288        | 63      | 1987             |
| 30      | Columbia Center                      |        | Seattle Estados Unidos       | 284        | 76      | 1985             |
| 31      | Trump Ocean Club                     |        | Cidade do Panamá Panamá      | 284        | 70      | 2011             |
| 32      | The Trump Building                   |        | Nova Iorque Estados Unidos   | 283        | 70      | 1930             |
| 33      | Four Seasons Hotel New York Downtown |        | Nova Iorque Estados Unidos   | 282        | 82      | 2016             |
| 34      | Yachthouse - Torres Gêmeas           |        | Balneário Camboriú Brasil ·  | 281        | 81      | 2023             |
| 35      | Torre Vitri                          |        | Cidade do Panamá Panamá      | 281        | 75      | 2012             |
| 36      | Bank of America Plaza                |        | Dallas Estados Unidos        | 281        | 72      | 1985             |
| 37      | Torre KOI                            |        | Monterrey México             | 280        | 69      | 2017             |
| 38      | Citigroup Center                     |        | Nova Iorque Estados Unidos   | 279        | 59      | 1977             |
| 39      | The Adelaide Hotel Toronto           |        | Toronto Canadá               | 276        | 57      | 2012             |
| 40      | Scotia Plaza                         |        | Toronto Canadá               | 275        | 68      | 1988             |
| 41      | Williams Tower                       |        | Houston Estados Unidos       | 275        | 64      | 1983             |
| 42      | Aura                                 |        | Toronto Canadá               | 272        | 78      | 2014             |
| 43      | Renaissance Tower                    |        | Dallas Estados Unidos        | 270        | 56      | 1974             |
| 44      | 10 Hudson Yards                      |        | Nova Iorque Estados Unidos   | 268        | 52      | 2016             |
| 45      | Bicsa Financial Center               |        | Cidade do Panamá Panamá      | 267        | 68      | 2013             |
| 46      | The Point                            |        | Cidade do Panamá Panamá      | 266        | 67      | 2011             |
| 47      | Bank of America Corporate Center     |        | Charlotte Estados Unidos     | 265        | 60      | 1992             |
| 48      | 8 Spruce Street                      |        | Nova Iorque Estados Unidos   | 265        | 76      | 2012             |
| 49      | 900 North Michigan                   |        | Chicago Estados Unidos       | 265        | 66      | 1989             |
| 50      | Chase Tower                          |        | Chicago Estados Unidos       | 265        | 60      | 1969             |
| 51      | SunTrust Plaza                       |        | Atlanta Estados Unidos       | 264        | 60      | 1992             |
| 52      | Trump World Tower                    |        | Nova Iorque Estados Unidos   | 262        | 72      | 2001             |
| 53      | Water Tower Place                    |        | Chicago Estados Unidos       | 262        | 74      | 1976             |
| 54      | Aqua                                 |        | Chicago Estados Unidos       | 262        | 82      | 2009             |
| 55      | Aon Center                           |        | Los Angeles Estados Unidos   | 261        | 62      | 1974             |
| 56      | Brookfield Place                     |        | Toronto Canadá               | 261        | 53      | 1990             |
| 57      | Transamerica Pyramid                 |        | São Francisco Estados Unidos | 260        | 48      | 1972             |
| 58      | Comcast Building                     |        | Nova Iorque Estados Unidos   | 259        | 69      | 1933             |
| 59      | Two Liberty Place                    |        | Filadélfia Estados Unidos    | 258        | 58      | 1990             |
| 60      | Park Tower                           |        | Chicago Estados Unidos       | 257        | 67      | 2000             |
| 61      | Devon Energy Tower                   |        | Oklahoma City Estados Unidos | 257        | 50      | 2012             |
| 62      | One Bloor                            |        | Toronto Canadá               | 257        | 70      | 2015             |
| 63      | U.S. Steel Tower                     |        | Pittsburgh Estados Unidos    | 256        | 64      | 1970             |
| 64      | 56 Leonard Street                    |        | Nova Iorque Estados Unidos   | 250        | 57      | 2016             |
| 65      | One Atlantic Center                  |        | Atlanta Estados Unidos       | 250        | 50      | 1987             |
| 66      | The Legacy at Millennium Park        |        | Chicago Estados Unidos       | 249        | 72      | 2009             |
| 67      | CitySpire Center                     |        | Nova Iorque Estados Unidos   | 248        | 75      | 1987             |
| 68      | 28 Liberty Street                    |        | Nova Iorque Estados Unidos   | 248        | 60      | 1961             |
| 69      | Salesforce Tower                     |        | Indianapolis Estados Unidos  | 247        | 49      | 1990             |
| 70      | Brookfield Place East                |        | Calgary Canadá               | 247        | 56      | 2017             |
| 71      | Condé Nast Building                  |        | Nova Iorque Estados Unidos   | 247        | 48      | 1999             |
| 72      | Arts Tower                           |        | Cidade do Panamá Panamá      | 247        | 60      | 2013             |
| 73      | MetLife Building                     |        | Nova Iorque Estados Unidos   | 246        | 59      | 1963             |
| 74      | Bloomberg Tower                      |        | Nova Iorque Estados Unidos   | 246        | 54      | 2005             |
| 75      | Ocean Two                            |        | Cidade do Panamá Panamá      | 246        | 73      | 2010             |
| 76      | Torre Reforma                        |        | Cidade do México México      | 244        | 57      | 2016             |
| 77      | 181 Fremont                          |        | São Francisco Estados Unidos | 244        | 56      | 2017             |
| 78      | Pearl Tower                          |        | Cidade do Panamá Panamá      | 242        | 70      | 2011             |
| 79      | Woolworth Building                   |        | Nova Iorque Estados Unidos   | 241        | 57      | 1913             |
| 80      | IDS Tower                            |        | Minneapolis Estados Unidos   | 241        | 57      | 1973             |
| 81      | BNY Mellon Center                    |        | Filadélfia Estados Unidos    | 241        | 54      | 1990             |
| 82      | John Hancock Tower                   |        | Boston Estados Unidos        | 241        | 60      | 1976             |
| 83      | Four Seasons Hotel & Tower           |        | Miami Estados Unidos         | 240        | 64      | 2003             |
| 84      | Comerica Bank Tower                  |        | Dallas Estados Unidos        | 240        | 60      | 1987             |
| 85      | Duke Energy Center                   |        | Charlotte Estados Unidos     | 240        | 48      | 2010             |
| 86      | 300 North LaSalle                    |        | Chicago Estados Unidos       | 239        | 60      | 2009             |
| 87      | Commerce Court                       |        | Toronto Canadá               | 239        | 57      | 1973             |
| 88      | Goldman Sachs Tower                  |        | Jersey City Estados Unidos   | 238        | 42      | 2004             |
| 89      | Bank of America Center               |        | Houston Estados Unidos       | 238        | 56      | 1984             |
| 90      | 555 California Street                |        | San Francisco Estados Unidos | 237        | 52      | 1969             |
| 91      | One Worldwide Plaza                  |        | Nova Iorque Estados Unidos   | 237        | 49      | 1989             |
| 92      | 50 West Street                       |        | Nova Iorque Estados Unidos   | 237        | 64      | 2016             |
| 93      | Capella Tower                        |        | Minneapolis Estados Unidos   | 236        | 56      | 1992             |
| 94      | The Bow                              |        | Calgary Canadá               | 236        | 57      | 2012             |
| 95      | Wells Fargo Center                   |        | Minneapolis Estados Unidos   | 236        | 57      | 1988             |
| 96      | Alvear Tower                         |        | Buenos Aires Argentina       | 235        | 54      | 2019             |
| 97      | Infinity Coast                       |        | Balneário Camboriú Brasil    | 235        | 66      | 2019             |
| 98      | 1201 Third Avenue                    |        | Seattle Estados Unidos       | 235        | 55      | 1988             |
| 99      | Torre BBVA Bancomer                  |        | Cidade do México México      | 235        | 50      | 2015             |
| 100     | Terminal Tower                       |        | Cleveland Estados Unidos     | 235        | 52      | 1930             |